# Lista planetelor minore: 115001–116000
| Nume                                                | Denumire provizorie                                 | Data descoperirii                                   | Locul descoperirii                                  | Descoperitor(i)                                     |                                                     |                                                     |                                                     |                                                     |                                                     |                                                     |                                                     |                                                     |                                                     |                                                     |                                                     |                                                     |                                                     |                                                     |                                                     |                                                     |                                                     |                                                     |                                                     |                                                     |                                                     |                                                     |                                                     |                                                     |                                                     |                                                     |                                                     |                                                     |                                                     |                                                     |                                                     |                                                     |                                                     |                                                     |                                                     |                                                     |                                                     |                                                     |                                                     |                                                     |                                                     |                                                     |                                                     |                                                     |                                                     |
| 115001–115100 Lista planetelor minore/115001–115100 | 115001–115100 Lista planetelor minore/115001–115100 | 115001–115100 Lista planetelor minore/115001–115100 | 115001–115100 Lista planetelor minore/115001–115100 | 115001–115100 Lista planetelor minore/115001–115100 | 115101–115200 Lista planetelor minore/115101–115200 | 115101–115200 Lista planetelor minore/115101–115200 | 115101–115200 Lista planetelor minore/115101–115200 | 115101–115200 Lista planetelor minore/115101–115200 | 115101–115200 Lista planetelor minore/115101–115200 | 115201–115300 Lista planetelor minore/115201–115300 | 115201–115300 Lista planetelor minore/115201–115300 | 115201–115300 Lista planetelor minore/115201–115300 | 115201–115300 Lista planetelor minore/115201–115300 | 115201–115300 Lista planetelor minore/115201–115300 | 115301–115400 Lista planetelor minore/115301–115400 | 115301–115400 Lista planetelor minore/115301–115400 | 115301–115400 Lista planetelor minore/115301–115400 | 115301–115400 Lista planetelor minore/115301–115400 | 115301–115400 Lista planetelor minore/115301–115400 | 115401–115500 Lista planetelor minore/115401–115500 | 115401–115500 Lista planetelor minore/115401–115500 | 115401–115500 Lista planetelor minore/115401–115500 | 115401–115500 Lista planetelor minore/115401–115500 | 115401–115500 Lista planetelor minore/115401–115500 | 115501–115600 Lista planetelor minore/115501–115600 | 115501–115600 Lista planetelor minore/115501–115600 | 115501–115600 Lista planetelor minore/115501–115600 | 115501–115600 Lista planetelor minore/115501–115600 | 115501–115600 Lista planetelor minore/115501–115600 | 115601–115700 Lista planetelor minore/115601–115700 | 115601–115700 Lista planetelor minore/115601–115700 | 115601–115700 Lista planetelor minore/115601–115700 | 115601–115700 Lista planetelor minore/115601–115700 | 115601–115700 Lista planetelor minore/115601–115700 | 115701–115800 Lista planetelor minore/115701–115800 | 115701–115800 Lista planetelor minore/115701–115800 | 115701–115800 Lista planetelor minore/115701–115800 | 115701–115800 Lista planetelor minore/115701–115800 | 115701–115800 Lista planetelor minore/115701–115800 | 115801–115900 Lista planetelor minore/115801–115900 | 115801–115900 Lista planetelor minore/115801–115900 | 115801–115900 Lista planetelor minore/115801–115900 | 115801–115900 Lista planetelor minore/115801–115900 | 115801–115900 Lista planetelor minore/115801–115900 | 115901–116000 Lista planetelor minore/115901–116000 | 115901–116000 Lista planetelor minore/115901–116000 | 115901–116000 Lista planetelor minore/115901–116000 | 115901–116000 Lista planetelor minore/115901–116000 | 115901–116000 Lista planetelor minore/115901–116000 |
| --------------------------------------------------- | --------------------------------------------------- | --------------------------------------------------- | --------------------------------------------------- | --------------------------------------------------- | --------------------------------------------------- | --------------------------------------------------- | --------------------------------------------------- | --------------------------------------------------- | --------------------------------------------------- | --------------------------------------------------- | --------------------------------------------------- | --------------------------------------------------- | --------------------------------------------------- | --------------------------------------------------- | --------------------------------------------------- | --------------------------------------------------- | --------------------------------------------------- | --------------------------------------------------- | --------------------------------------------------- | --------------------------------------------------- | --------------------------------------------------- | --------------------------------------------------- | --------------------------------------------------- | --------------------------------------------------- | --------------------------------------------------- | --------------------------------------------------- | --------------------------------------------------- | --------------------------------------------------- | --------------------------------------------------- | --------------------------------------------------- | --------------------------------------------------- | --------------------------------------------------- | --------------------------------------------------- | --------------------------------------------------- | --------------------------------------------------- | --------------------------------------------------- | --------------------------------------------------- | --------------------------------------------------- | --------------------------------------------------- | --------------------------------------------------- | --------------------------------------------------- | --------------------------------------------------- | --------------------------------------------------- | --------------------------------------------------- | --------------------------------------------------- | --------------------------------------------------- | --------------------------------------------------- | --------------------------------------------------- | --------------------------------------------------- |

| Predecesor: 114001–115000 | Lista planetelor minore 115001–116000 Semnificații ale numelor: 115001–116000 | Succesor: 116001–117000 |